# Cabinda
Cabinda o Tchiowa (nom local) és la capital administrativa de la regió de Cabinda, que és una província d'Angola segons l'ONU i el mateix estat angolès, encara que la República de Cabinda reclama la sobirania independent de tot aquest territori. Segons el cens de 2014 la ciutat tenia 598.210 habitants censats. Comprèn tres comunes: Cabinda (88.6% de la població), Malembo, with (3.1%) i Tando-Zinze (8.3%) Limita al nord amb el municipi de Cacongo, al sud amb la República Democràtica del Congo i a l'oest amb l'oceà Atlàntic. Es divideix en 11 regedorias: Ntó, Cotra (amb el 74,8% de la població del municipi), Liambo, Caio Litoral, Subantando, Chiadede, Malembo, Bumelambuto, Cácata, Tchinsuá i Zenze do Lucula.

## Etimologia
Segons alguns historiadors, el nom Cabinda prové de l'aglutinació de l'última síl·laba de la paraula "Mafuca" - que en els antics regnes de Loango, Cacongo i Ngoio era una mena d'intendent general del comerç i la mà dreta del rei, qui en nom de l'última era de totes les transaccions de negocis - i "Binda", que era el nom del Mafuca en aquella època.
En el segle xix, la ciutat va tenir altres denominacions: Porto Rico i Vila Amélia.
Tchowa Tchimuisi és una altra designació de la ciutat de Cabinda. Tchowa, un nom donat pels avantpassats i Tchimuisi, nom d'una sirena que habitava els voltants de Tchowa. La llengua més parlada és l'ibinda, una llengua bantu.

## Història
- 1883 - Cabinda es va formar com una petita ciutat costanera a la costa de Luango, a l'Atlàntic, Àfrica Occidental Portuguesa, en la millor badia de tota aquella costa, lloc propici per al desenvolupament de la navegació i el comerç. Durant molts anys la possessió va ser abandonada per Portugal, ja que l'interior no era apte per al poblament europeu. L'aparició del port va afavorir el desenvolupament urbà, el comerç relacionat amb l'activitat portuària i altres serveis auxiliars;[4][6][7][8]

Actualment, la seva riquesa principal rau en els jaciments petrolífers trobats al mar.
- 1 de febrer de 1885 - set kilòmetres al nord de la ciutat, on avui hi ha un monument, fou signat el tractat de Simulambuco, Cabinda fou reconeguda oficialment com a protectorat portuguès;[6][9]
- 28 de maig de 1956 - Cabinda fou elevada a la categoria de ciutat, despacho legislativo nº 2.757, a proposta del governador portuguès del districte del Congo, Jaime Pereira de Sampaio Forjaz de Serpa Pimentel.[10]
- Fins 1960 continua el desenvolupament de la ciutat amb la construcció de les carreteres principals que connecten la ciutat amb l'interior de la província (sud-nord), diversos edificis públics i zones residencials que conformen la part central de la ciutat.[4]
- De 1960 a 1975 es produeix un gran augment de la població a la ciutat: l'àrea urbanitzada va augmentar i hi havia zones amb habitatges subestàndard. En aquest període sorgeix el contrast entre la zona urbana al centre i la zona suburbana als afores de la ciutat.[4]
- De 1975 a 1985 continua el creixement de la població amb l'augment general en les àrees de construccions de patró baix i la migració incontrolada. La ciutat s'estén també als suburbis.[4]